# Cuisine tadjike
 (novembre 2024).
Si vous disposez d'ouvrages ou d'articles de référence ou si vous connaissez des sites web de qualité traitant du thème abordé ici, merci de compléter l'article en donnant les références utiles à sa vérifiabilité et en les liant à la section « Notes et références ».

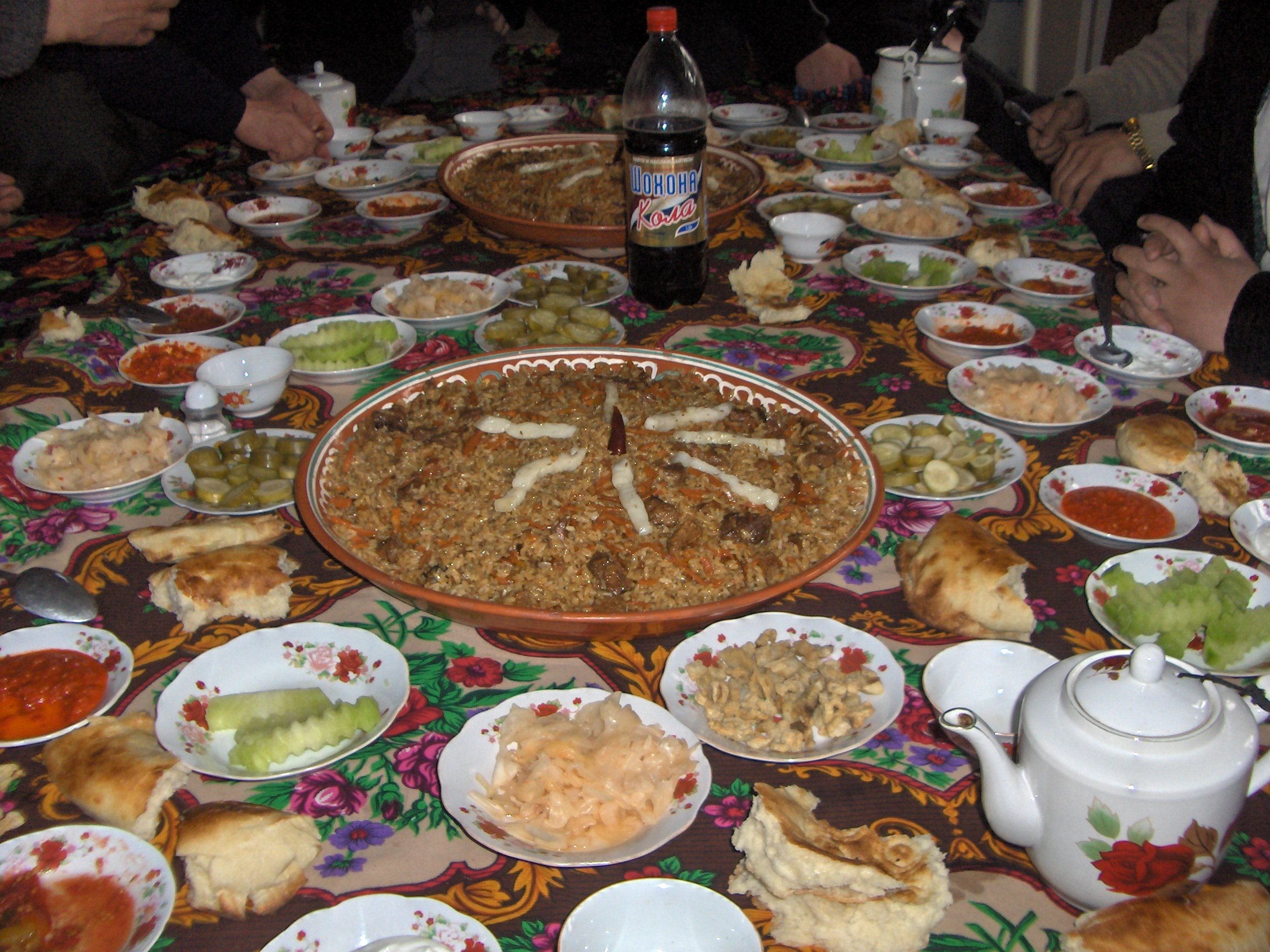
Dastarkhān tadjike.

La cuisine tadjike a beaucoup en commun avec les cuisines russe, iranienne, afghane et ouzbèke.
Le plov (appelé aussi osh) est le plat le plus courant et le thé vert la boisson nationale.
Le repas tadjik traditionnel commence par des fruits secs, des fruits à coque, du halva et d'autres pâtisseries disposées sur la table dans de petits plats, se poursuit avec la soupe et la viande, et se termine par un plov.

## Plats traditionnels
Le qurutob, plat national, est préparé avec du pain (fatir, pâte feuilletée) frit avec des légumes et arrosé de qutur (boules de fromage séché) délayé dans de l'eau (ob).
Le plov est du riz frit avec des carottes et de la viande. La cuisson continue à l'eau et se termine à la vapeur.
La churba est une soupe claire avec morceaux de patates, carottes et viande.
Le shishkebob (shashlik en russe), brochettes de bœuf, mouton, poulet, dinde, viande hachée ou en morceaux, se trouve à peu près partout.
Le tandoorkebob est de la viande rôtie au four.
Un accompagnement courant est les nams (lepiochkas en Russe), galettes de pain blanc.